# 前照灯

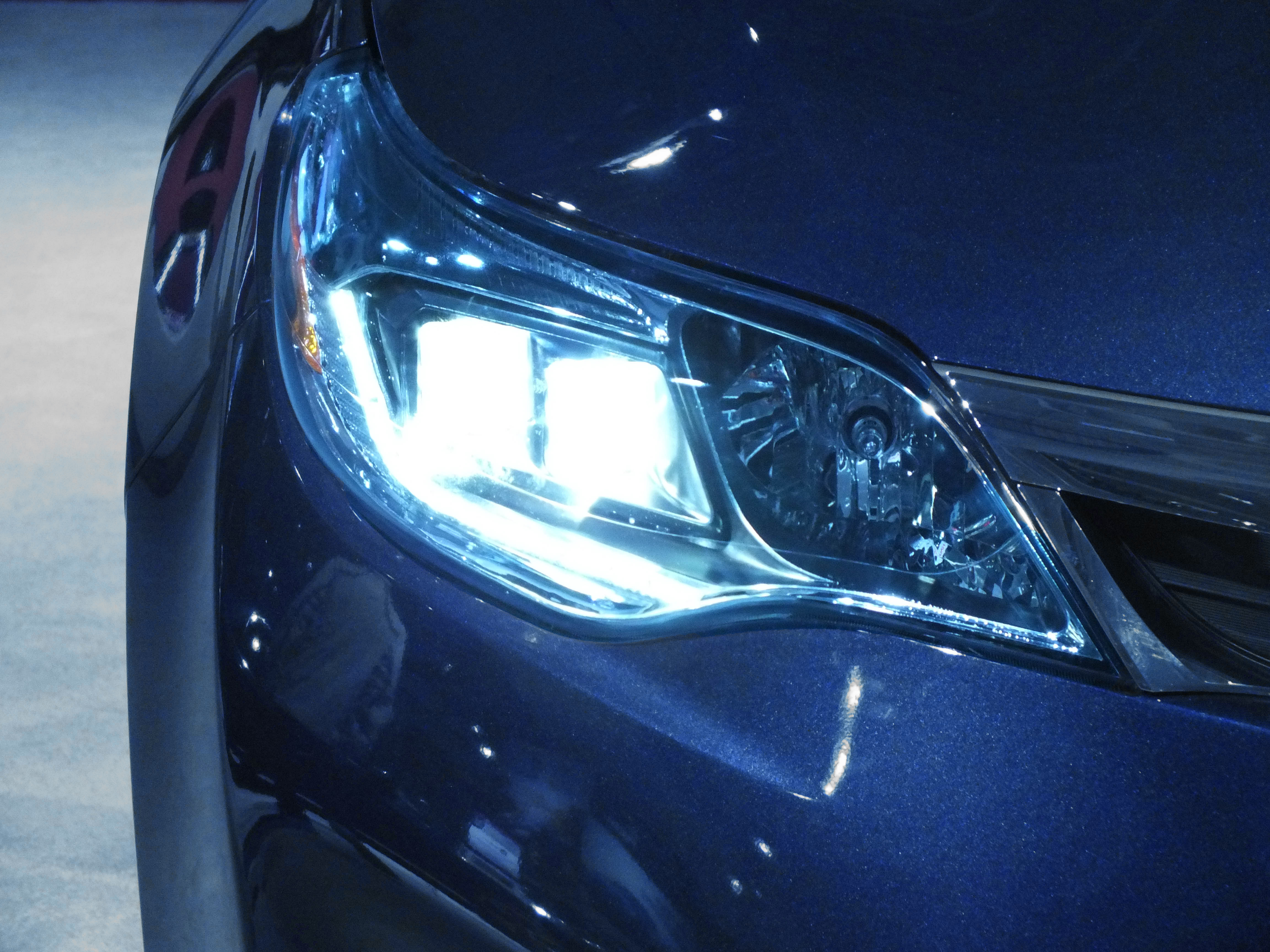
自動車の前照灯 (トヨタ・アバロン)
自動車の場合、時代ごとの技術や価格、用途によって、油灯、アセチレンランプ、白熱電球、ハロゲンランプ、HIDランプ、LEDランプが使い分けられてきた。

前照灯（ぜんしょうとう）とは、輸送機械の前部やヘルメットなどに搭載・装着し、操縦者の視認性と外部からの被視認性を向上させるために使われる照明装置。ヘッドランプ (headlamp)、ヘッドライト (headlight) ともいう。なお当記事ではヘッドライトとしても表記する。

## 機能と構造
輸送機械では主な進行方向に透明のレンズや反射板を持つ光源が付けられていることが一般的で、目的によってはレンズや光源に様々な色を発色するようにされている。用途としては自動車、鉄道車両、自転車など地上の車両の他、航空機、船舶にも装備される。

進行方向の状況を可視化するため（視認性）と、周囲に自身の存在や状況を知らせる（被視認性）目的で設置される。前方を照射していても、装飾目的のものはヘッドライトとは呼称されない場合が多い。また、作業者が手に持って前方を照らすライトも目的は同様であるものの、ヘッドライトとは呼ばれない。
主な構造は光源、レンズ、反射鏡などの構成部品からなる。広義には電源ユニットや首振り機構まで含んで呼称する場合が多い。霧や雨天時には黄色の方が遠くに届くため、補助灯として黄色系の光源が搭載されることがある。

## 携帯型

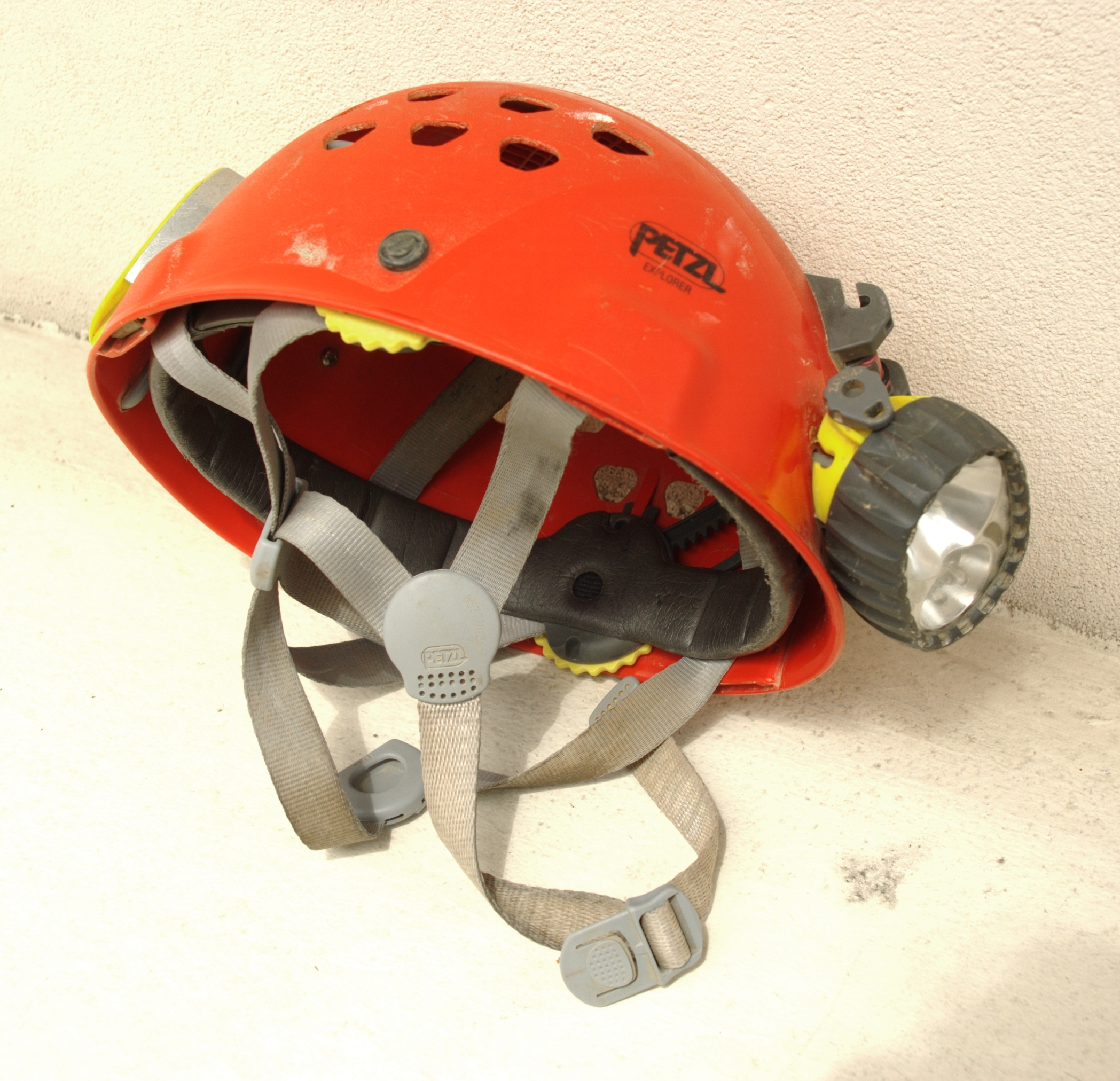
ヘルメットに取り付けられたヘッドランプの例

人の額や、帽子、ヘルメットなどに装着するものもヘッドランプといい、キャップランプと呼ばれることもある。
リング状にした平紐やゴム紐のベルトで頭部に直接巻きつけるか、固定具で装着して使用する。帽子のつばにクリップ状に装着して使用するものもある。身体の一部に固定して使用することにより両手が自由になるため、暗所での作業だけでなく、登山や冒険、釣りなどのアウトドアレジャーのほか、潜水にも使用される。
電源や光源には様々な種類があり、現在では充電式で、光源には発光ダイオード (LED) を使用したものが普及している。鉱山で使われているもののように、容量の大きな電源が灯具と分離しているものもある。かつては交換式の乾電池や電球を光源とした製品が一般的であった。坑内や屋外で使用されることが多いため、防水、防塵、耐熱、耐食などの対候性が求められる機器・製品がほとんどである。

## 自動車

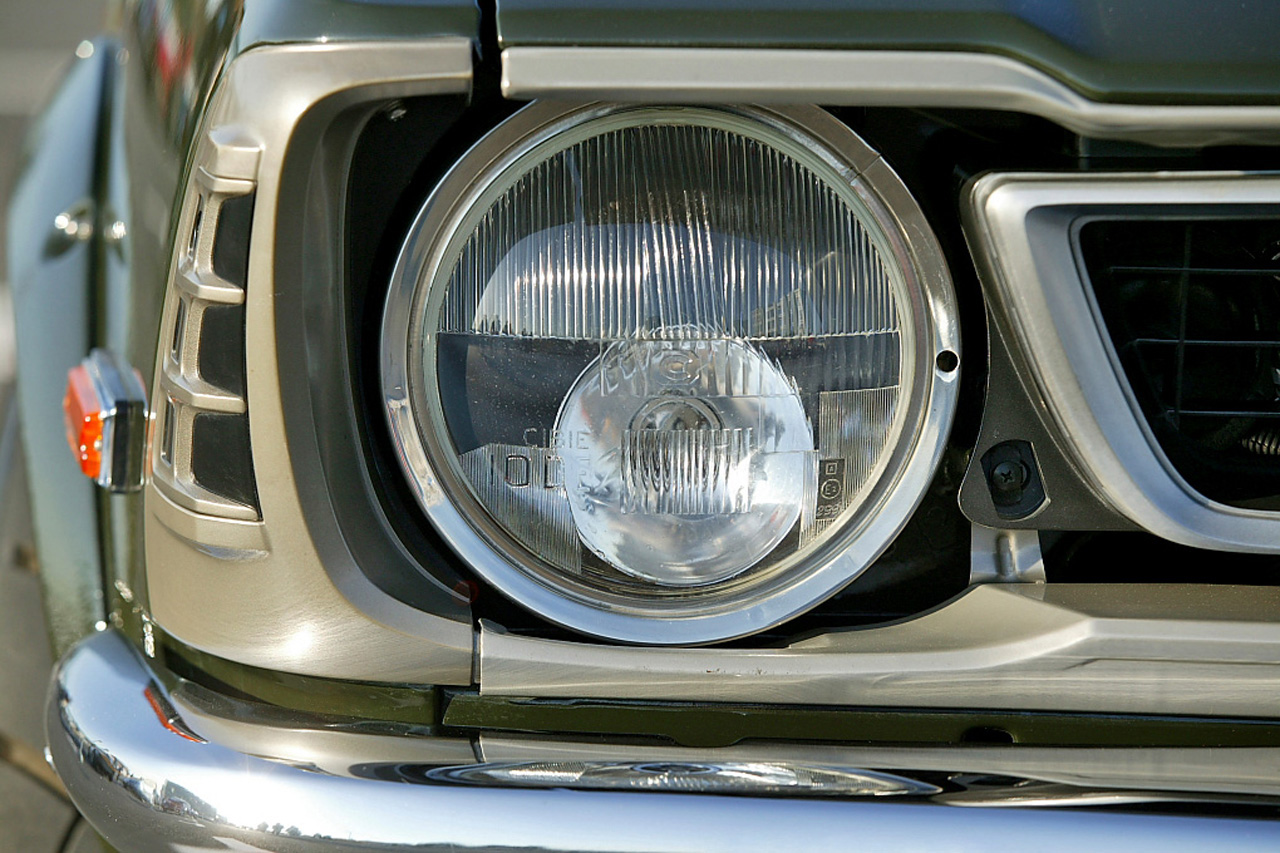
CIBIÉ製ダブルリフレクター式ヘッドランプに交換されたトヨタ・カローラレビン・TE27型
通常の反射鏡でハイビーム用となる範囲の前側にドライビングランプ用反射鏡が備わっている

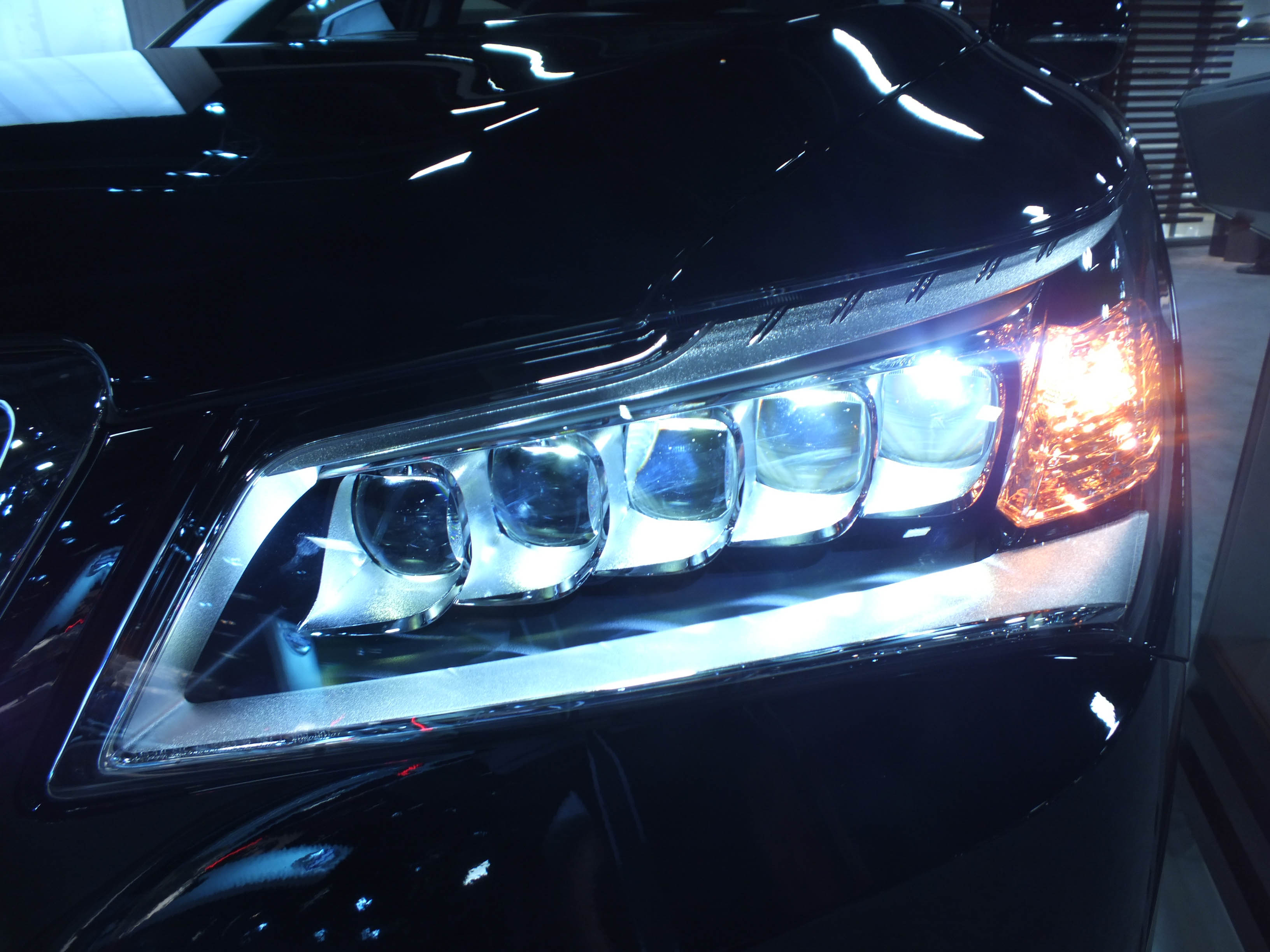
多数のLEDを配置した例（アキュラ・RLXのジュエルアイLEDヘッドランプ）

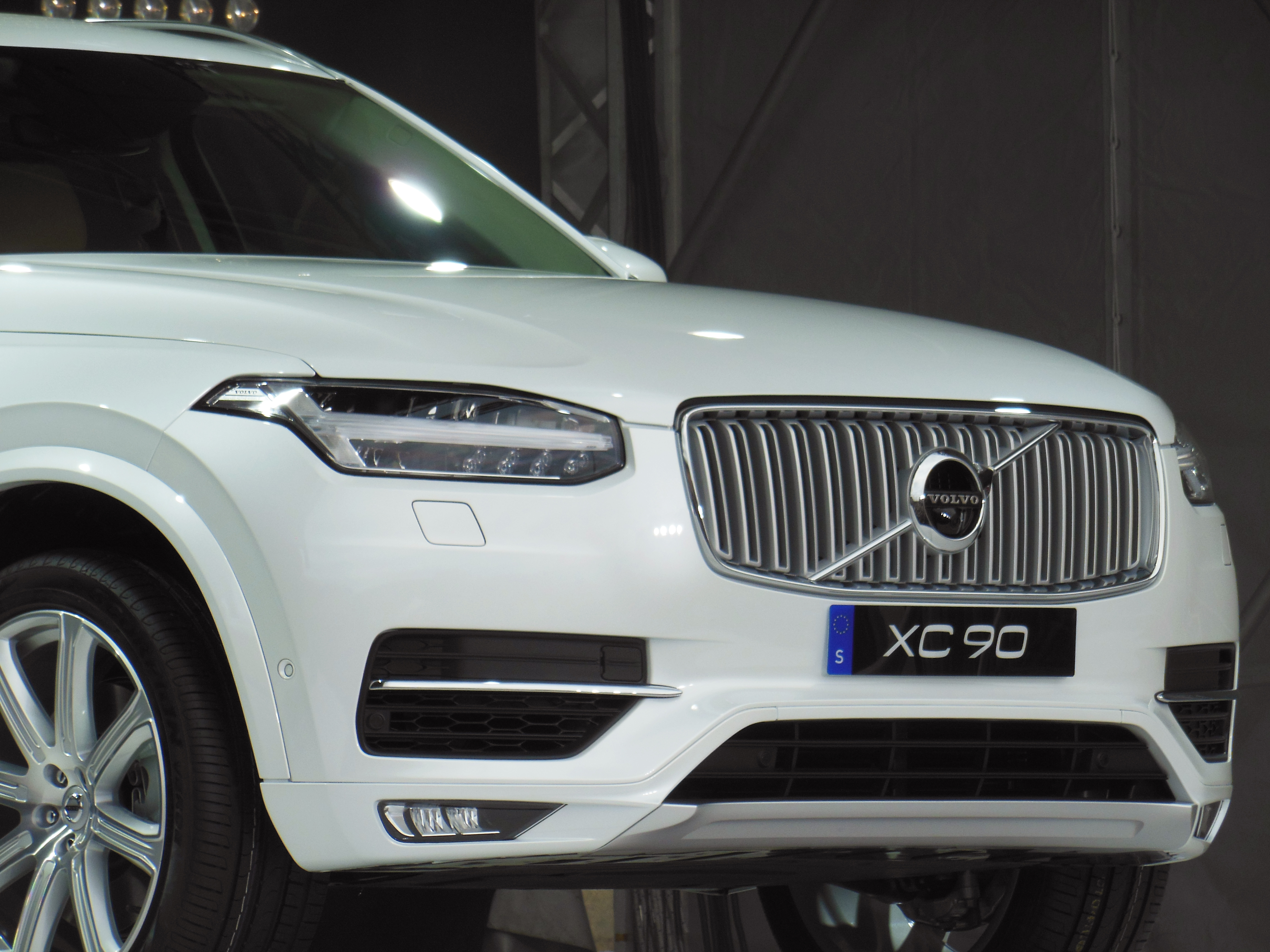
前照灯にトールハンマーをモチーフとしたデイタイムランニングランプ兼ターンランプを組み込んだボルボ・XC90

自動車でヘッドランプと呼称されるのは、夜間等で主に使用する前照灯のことを指すが、「前灯」と言った場合には車幅灯やフォグランプも含む。
自動車・オートバイ（自動二輪車、原動機付自転車）用の場合、ほとんどの国・地域で、搭載する数、色、照度、照射範囲などが厳しく法令で定められている。特に赤系の発色は尾灯と誤認させるために禁止されている。
日本国内では保安基準にて特に細かく制限があり、上下位置、左右位置、個数、照度、色（K：ケルビン = 色温度）、左右均等、レンズ破損、点灯方法（動いたりしないか）などが定められている。近年では2020年（令和2年）4月以降に日本国内で製造された自動車にはオートライトが義務化された。
通常、ハイビーム「走行用前照灯」（水平・遠目）とロービーム「すれ違い用前照灯」（下向き又は減光・すれ違いビーム）を切り替えることができる。ハイビームは正面を遠く（最低前方100 m）まで照らすため、夜間の対向車や前方の車が存在しない場合に用い、ロービームはやや下方（前方40 m）を照らすため、対向車や前方の車への眩惑防止や、霧や雪などに光が反射する場合、薄暮時に使用する。
自動車用ランプに関しては、1958年協定に基づき国際連合（国連）で「ECE規則」が策定されており、加盟国間では「相互承認制度」が導入されている。
国連の欧州経済委員会 (UNECE) による自動車基準調和世界フォーラム（World Forum for Harmonization of Vehicle Regulations）では、ロービームで2000ルーメン以上の光束を持つ前照灯に対して洗浄装置を装備することを義務付けている。基本的に全てのHIDランプと、一部のハロゲンランプが該当する。
追加の補助灯としてフォグランプが一般的だがドライビングランプ、スポットランプ、コーナリングランプ等も存在する。
また、前照灯と区別するために、車内だとしても前方から見える位置に光源を設置することは禁止されている。ラリーなどの競技用車両が装備している追加の前照灯も、公道で点灯して運転すると法令違反となる。
車幅灯についてはメーカーや時代によって様々な呼称があり、クリアランスランプ、フロントコーナーマーカーランプ、スモールランプ、ポジションランプなどがある。ヘッドランプユニットの内部に設置され、ヘッドライト点灯中は光っていても見えなくなるものもある。

### 歴史
自動車初期の前照灯は、石油やアセチレンガスを燃料として使用しており、灯油ランプ（油灯）やアセチレンランプが主に使用された。1908年に発売されたフォード・モデルTでも灯油またはアセチレンランプが採用されていた。電灯を利用した前照灯は1898年の Electric Vehicle Company によるコロンビア電気自動車にオプション設定されていた。しかしながら、当初の電気式前照灯はフィラメント寿命の短さや、十分な電流を供給できる小型のダイナモの生産が困難なこともあり、すぐには普及しなかった。1912年にキャデラックが、デルコ・エレクトロニクスのバッテリー式点火装置と電気式照明装置を統合した。1915年にはロービーム機能を持つ前照灯が登場したが、外から操作しなければならず、車の中から操作できるタイプは1917年にキャデラックが初搭載した。1924年に登場した Bilux bulb によりフィラメントが2本入った1つのバルブでハイとローが切り替えられるようになった。1927年には足で操作するタイプのディマースイッチが登場し、標準となっていった。
北米では1984年までSAE規格のシールドビーム型前照灯が義務付けられていた。丸形・角形のそれぞれに2灯式・4灯式があるものの、自動車のデザインに制約を与えるものであった。これは、バルブ、反射鏡、レンズが一体（非分解式）となったガラス製の灯体で、どの地方のガソリンスタンドに行っても交換しやすいよう規格を絞り込んだためとされる。
1980年代以降、自動車用にはハロゲンバルブが多く使われているが、2000年頃から、高価格帯の車種を中心にフィラメントのないHIDランプ（メタルハライドランプ）を用いたものが増えた。この時期になると尾灯や方向指示器など、前照灯以外で徐々にLED化が進められていたが、2007年5月に発売されたレクサス・LS600hを皮切りにLEDを使用した前照灯も採用されるようになった。
その後、LEDのハイビームに比べ照射距離約2倍、光度約3倍の性能を持つレーザーヘッドライトが開発され、2014年にはアウディが米国・ラスベガスのCESにコンセプトカーを出展、更にル・マン24時間レース向けのAudi R18 e-tron クワトロや市販車のBMW・i8に搭載されている。
2010年代からは昼間点灯の義務化により、オートライトや常時点灯するデイタイム・ランニング・ライト（DRL）が普及している。
かつて自動車メーカーのアイデンティティはフロントグリルと前照灯で表現されることが多かったが、LED化によりデザインの自由度が増したことによりトヨタ自動車の『キーンルック』やボルボ・カーズの『トールハンマー』など前照灯の形状を前面に押し出したデザインや、DRLを装飾として利用したデザインもある。

### 日本
日本では自動車用ランプに関して「道路運送車両法の保安基準」が定められており、性能要件については「道路運送車両法の保安基準の細目を定める告示」 が規定されている。「道路運送車両法の保安基準の細目を定める告示」には新規の自動車登録時に適用される基準（型式指定告示）と車検時に適用される基準（使用過程車告示）がある。
車検の際の前照灯の照度や光軸などの検査は、2015年（平成27年）9月以降、従前は原則としてハイビーム（走行用前照灯）で行っていたものを、原則としてロービーム（すれ違い用前照灯）で行うものと改められた（1998年8月31日以前の生産車は従来通りハイビームによる）。
前照灯の光色は、かつて白色または淡黄色（たんこうしょく）とされていたが、2006年（平成18年）1月以降に登録された車両にあっては白色と決められている。これ以外の色や、極端に高い、あるいは低い色温度の物を使用してはならない。一対もしくは二対がそれぞれ同じ色でなければならない。また、前部用フォグランプに使用するバルブあるいはレンズは白色と淡黄色と決められている。
前照灯は主に夜間に点灯するが、薄暮時に自動車同士の事故や人身事故が多発することから、早目の点灯を呼びかけるトワイライト運動も行われている。原動機付自転車および自動二輪車においては道路運送車両法により前照灯を消灯できない構造であることが定められ、1996年以降製造の車両は全て消灯できない構造となっている。常時消灯できるように改造されたものは違反となる。2020年4月以降に発売される新型車から順次、暗くなると自動的・強制的に前照灯が点灯する「オートライト」機能の搭載が義務付けられるようになった。
かつてヘッドライトの形状は四角形や丸型で、一時期はバルブ交換ができない米国流のシールドビームとすることが一般的であったが、1980年代に入ると、主に西ドイツの各メーカーからの外圧よって規制緩和が進み、徐々に姿を消していった。これにより、それまで北米仕様の灯火類で輸入されて来た欧州車も、灯火の機能・性能とデザインが本国並みとなった。
自動車用前照灯のバルブ形状は、一般的なものだとH1、H4、H11、HB4、H8などだが、中にはIH01や9005J、702Kという特殊な規格の採用例も存在する。ヘッドランプそのものの規格としてはSAE規格に準ずるシールドビーム、マルチリフレクター、プロジェクタータイプが挙げられる。

#### 点灯のルールとマナー
自動車の前照灯には、通常、ロービームとハイビームが備えられている。法令上の名称は、ロービームが「すれ違い用前照灯」、ハイビームが「走行用前照灯」である。照射距離は、ロービームが前方40 m、ハイビームが前方100 m先まで届くことと法令により定められている。ハイビーム点灯時には室内計器盤の青色表示灯（速度計盤面などのハイビームインジケーター）も同時に点灯することが必要で、これが不点灯の場合は前照灯そのものに不具合がなくても車検に合格できない。
道路交通法上、夜間走行時は前照灯を点灯する必要がある。この際、交通の教則は交通量の多い市街地などを通行しているときを除き原則としてハイビームの使用を推奨しているが、他の車両と行き違うときや、他の車両の直後を進行する場合に他の車両の交通を妨げるおそれがあるときは、ロービームを使用することが法令で定められている（道路交通法第52条、道路交通法施行令第20条）。要するに、対向車、先行車がいるときだけロービームにするのが基本である。灯火の操作が適切でなかった場合、道路交通法第120条第8号により刑事罰の対象となる。
警察庁は教則において、交通量の多い市街地などを通行しているときを除き、歩行者などを少しでも早く発見するために上向きにすることを推奨しているが、対向車と行き違うときや、ほかの車の直後を通行しているときは、前照灯を減光するか、下向きに切り替えなければならないとしている。NEXCO中日本もマナーガイドにおいて、道路状況や時間帯に応じて、ヘッドライトの向きをこまめに切り替えることを推奨している。2015年には夜間に歩行者が車にはねられた死亡事故625件のうち約96 %に相当する527件はロービーム使用中であったと警察庁が発表した。この中にはハイビームの使用で事故を防止できた事例もあるとみられる。
ロービーム、ハイビームの切り替えについては、煩わしさや切り替え忘れの問題があるため、メーカーによりハイビームを自動的に調整して夜間の視界を最大限に確保できる次世代型前照灯、明るさセンサーや光学式カメラなどを連動させ、車両と周囲の状況を検知することで、常時ハイビームのままでも他車を眩惑せずに走行できる技術や、カメラで対向車や前走車のほか歩行者なども検知し、複数の配光の組み合わせで眩惑する部分の光だけをカットした上で、その周囲をハイビームで照射する技術も開発されている。
高速道路においても、ハイビーム・ロービームの使い方は一般道と同様である。しかしながら、高速道路上におけるロービームの使用は一般道以上にリスクが大きい。ロービームの照射距離が40 mしかない一方で、高速走行時の車間距離・停止距離が100 m程度必要になることから、ロービームで走行し続けた場合、危険を察知しても避けることが困難であるためである。ロービームのまま走行中に、前方で起こった事故の存在に気づくのが遅れ、二次衝突を起こし第二当事者となった場合に、民事上の損害賠償責任が認められた判例がある。
点灯のタイミング
日本では、夜間（日没時から日出時まで）に自動車の前照灯を点灯することが道路交通法で義務となっているが、その前後のうす暗い時間帯にはロービームの使用が推奨されている 。これ以外の日中の明るい時間に前照灯を点灯させて走行することには何も制限は無い。
日没前後の高齢者が歩行中に死亡事故に巻き込まれる例が多発していることから、国土交通省は2020年（令和2年）4月以降、暗くなると自動的に前照灯が点灯する「オートライト」を新型の乗用車への搭載のメーカーへの義務付けを決めた。周囲の明るさが1000ルクス未満になると、自動的にライトが点灯し、走行中は運転者が消すことはできない。

### 欧州
欧州連合（EU）では国連で制定されるECE規則とは別にEU域内の自動車及び自動車部品の認証の相互承認のためEEC指令（EEC Directive)が制定されている。しかし、EEC指令よりもECE規則が先行しているためECE規則の認証を取得するのが一般的となっている。

### 米国
アメリカ合衆国（米国）の自動車ランプの法規には米国運輸省内の機関であるNHTSA（National Highway Traffic Safety Administration）で制定される「FMVSS No.108(Federal Motor Vehicle Safety
Standard No.108)」がある。
保安基準に関しては業界団体の SAE International が制定したSAE規格（SAE Standard）」がある。

### 自動車用前照灯に搭載される主な技術
自動車の前照灯は、夜間の交通事故リスクに大きく関わる部品であることから、時代によって技術進歩に伴う変化が特に大きい部品でもある。
- 周囲の明るさを検知して自動点灯
- 車両の沈み込みを検知して上下角度を自動調整
- カーブ等で進行方向から横方向に照射角度を変化させる
- 対向車輛を検知して照度や射線を変化させる
- 日光などによる腐食の防止
- 突発的なレンズの汚れを除去する装置
- 衝突時に歩行者等への傷害を軽減する機構

## 鉄道車両

超高輝度LED前照灯
JR東海313系電車

### 日本の鉄道車両の前照灯
鉄道車両の前照灯は、日本では法律的には前部標識という扱いであり、正式には「前灯」と称する。夜間および長大トンネル区間では点灯が義務付けられている。自動車と異なり車両の進行方向が一定であることから、あくまで「標識」としての位置づけてあり、光量については暗部において遠方より車両の存在が確認できる程度であれば問題ないことになっている。その為、自動車と同様、昼間は前照灯を点けないことが殆どだったが、近年は前照灯としての役割を強化するため光量を増やすだけでなく、車外からの被視認性向上および自動車・歩行者への注意喚起のため、昼間であっても常時点灯することが多くなっている（昼間点灯の項を参照）。
古くは油灯やカーバイドランプが使われており、電灯となってからもシングルフィラメントの時代が長かったため、光軸の切り替えが不可能であり、すれ違い時には減光で対応していた。ダブルフィラメントとなってからは、ハイビームとロービームを切り替えることが可能になった。HID式のように放電式灯の場合は輝点の切り替えができないため、電磁石などで機械的に光源か反射板を動かし、光軸を切り替えるようになっている。
1960年代以前に製造された車両の多くはランプ交換式の暗い白熱灯式の前照灯（当初は150 W、後に250 W）であったが、1970年代以降はシールドビーム化が進み、光量のアップと長寿命化、交換の容易化が図られた。1990年代からプロジェクター式、2000年頃からHID式、2006年からは高輝度LEDを用いたものなどが出現するなど、バリエーションが増えている。
取り付け位置は車体の上部（運転者の視点より高い）にある場合、下部（運転者の視点より低い）にある場合、そして上下両方にある場合があり、使用環境（気候・天候、速度、線形など）や各車種によってさまざまで、同じ鉄道事業者でも統一はされていないが、阪急電鉄のように創業以来一貫して全ての車両が正面貫通路の上部に設置している事業者も存在する。運輸省令で「夜間の前部標識として前灯を上部に1個掲出する」と定められていたため、かつては上部に1個のみ取り付けられていた。私鉄では1957年（昭和32年）10月、名古屋鉄道5200系が固定式前照灯三灯で登場。日本国有鉄道（国鉄）では東海道本線の電車特急「こだま」を運転するにあたり、新造された20系（後の151系）電車が前灯を腰部にも2灯増設して3個取り付けることになり、運輸大臣の特認を得た。その後前灯の2個以上の取り付けは標準的なものとなり、省令も改正された。また、主に関西圏では特急のように高速度を出す列車に用いられる車両には、列車種別を分かりやすくするために前照灯とは別に通過標識灯を装備する場合がある。

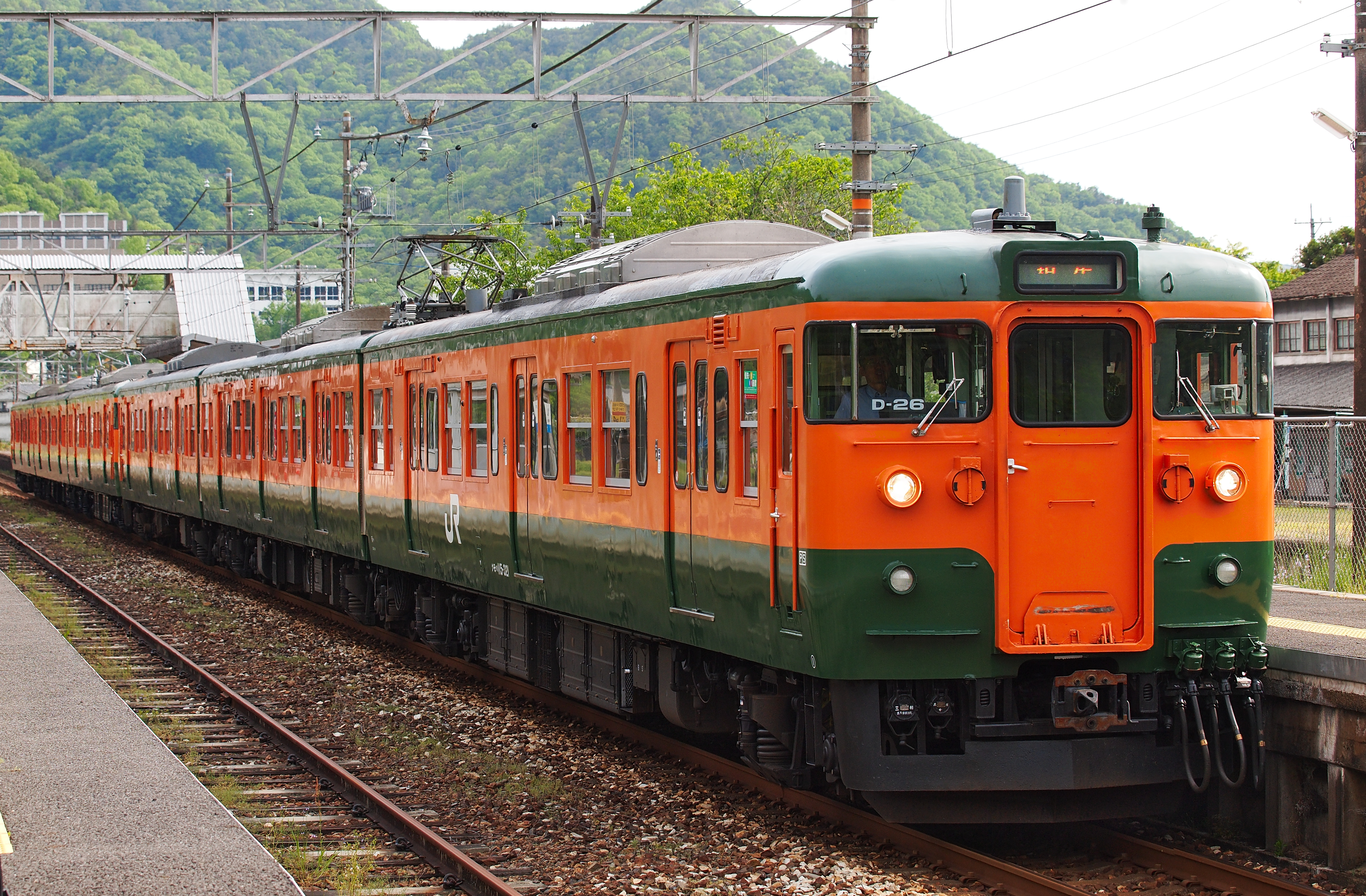
シールドビーム前照灯 国鉄115系電車
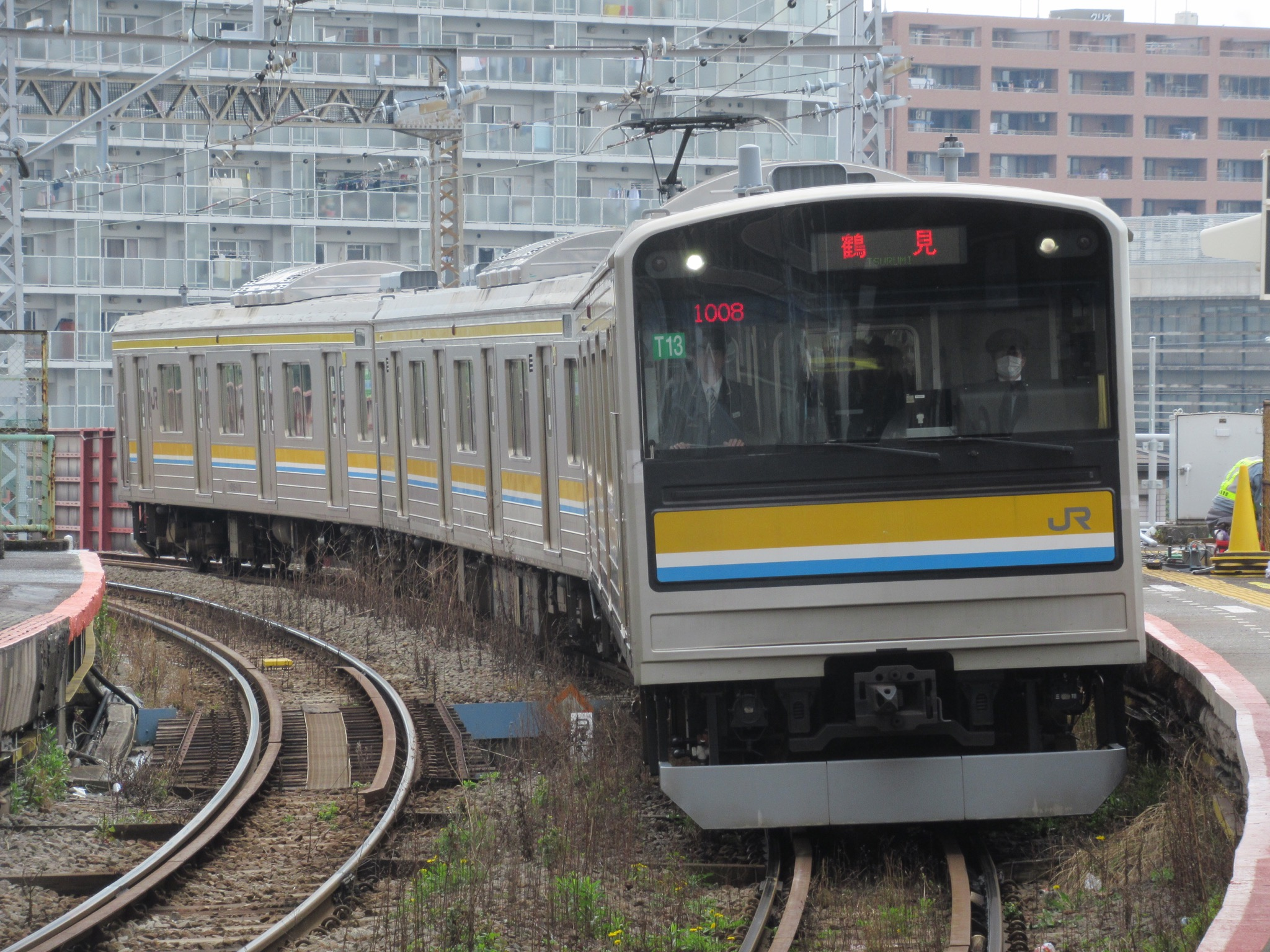
HIDプロジェクター前照灯 JR東日本205系
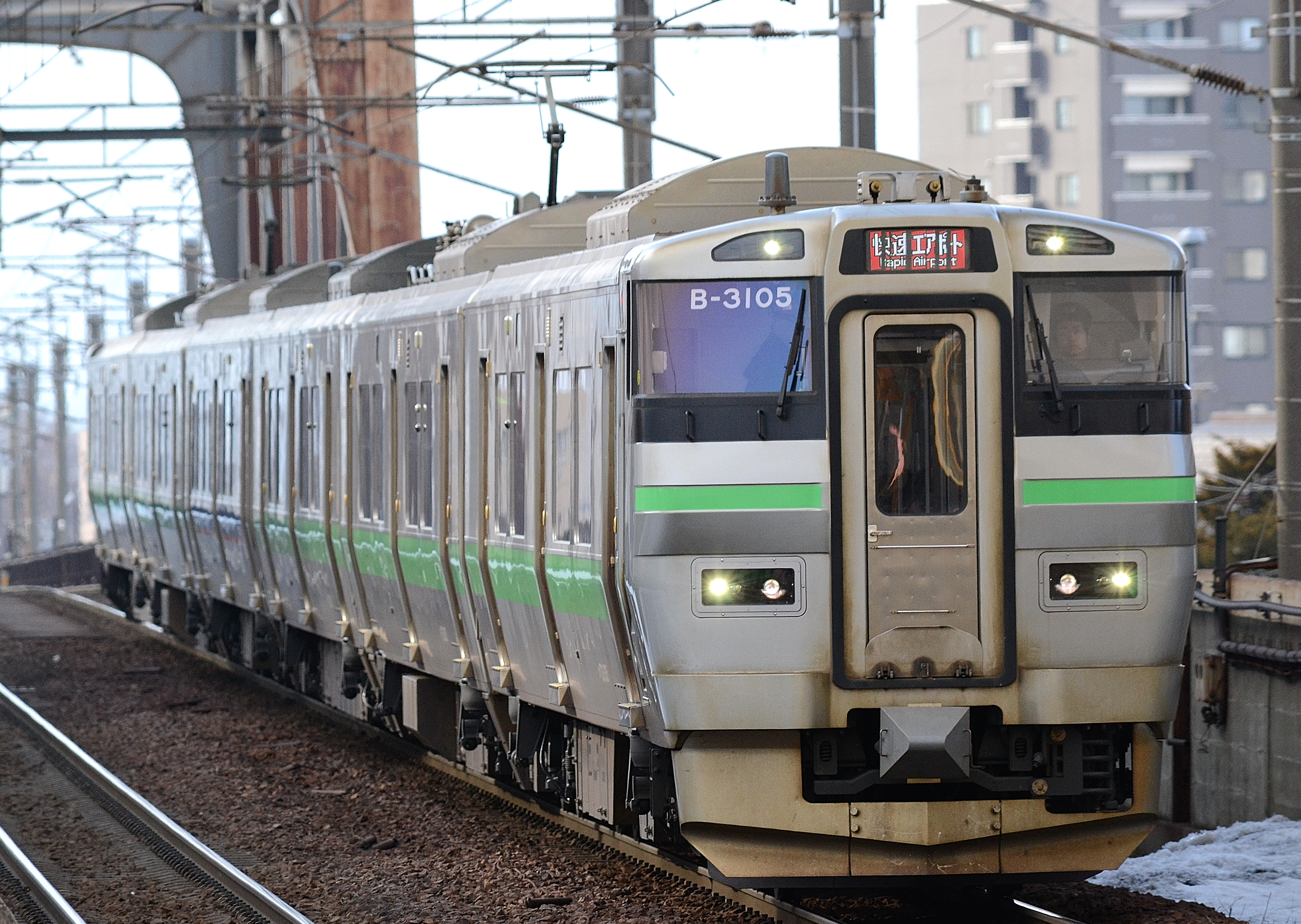
北海道地区での多灯式前照灯の例 JR北海道733系電車
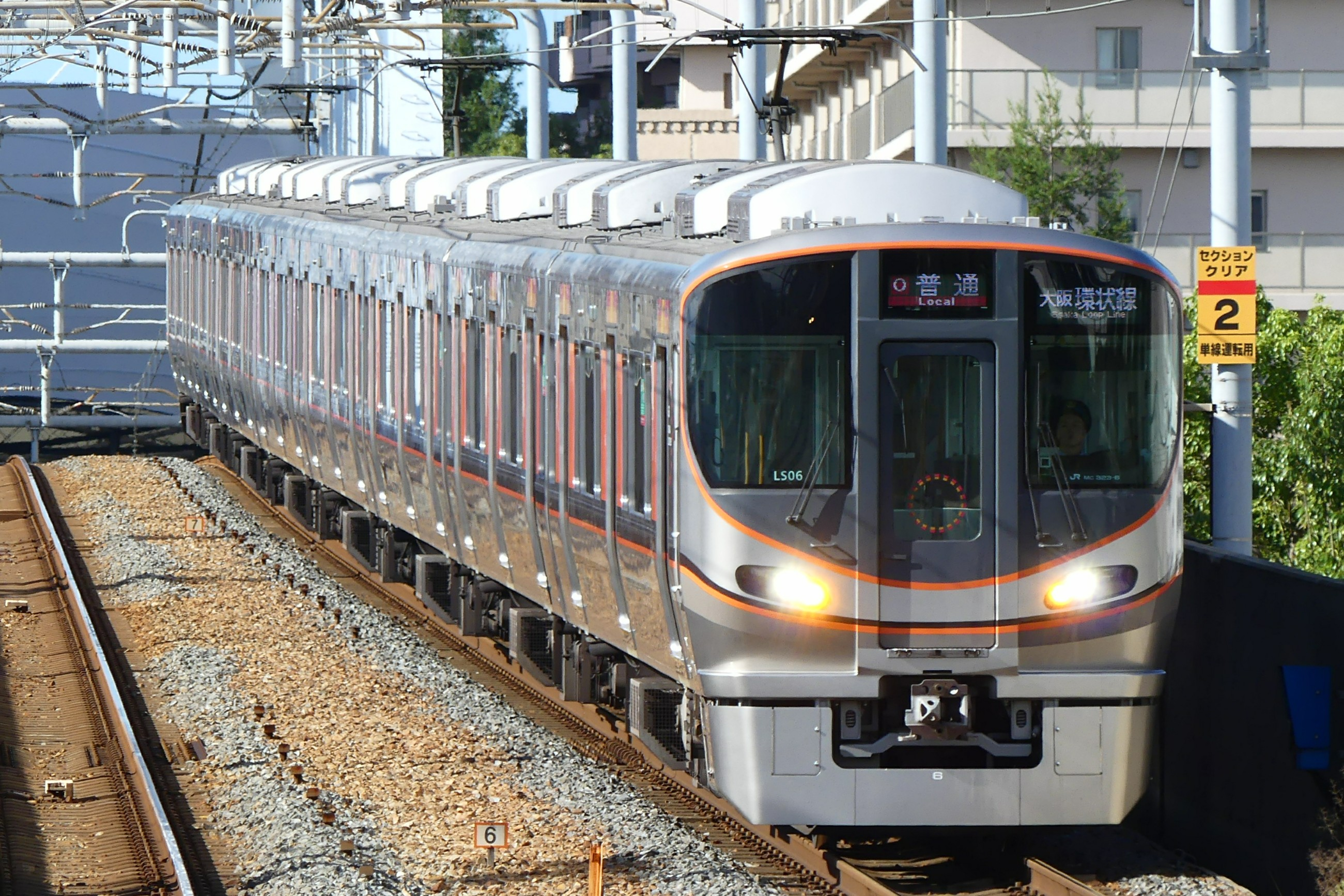
高輝度LED前照灯 JR西日本323系電車

### ドイツの鉄道車両の前照灯
ドイツ語で Dreilicht-Spitzensignal（三前照灯）と称される。ドイツの列車の最前部の鉄道車両が掲出する、列車標識の一種であり、その夜間方式である。ドイツの「鉄道の建設と運行に関する省令」 (EBO) 第14章の規定に準拠している。列車の先頭車が機関車か制御車である場合には、夜間にはその最前部にアルファベットのAの形に3個の白色灯を掲出しなければならないと規定されている。これにより夜間でも道路交通の車両から、列車の接近を明瞭に判別することができる。ドイツの軌道法 (BOStrab) のもとで運行される路面電車やLRTでも同様の基準が適用される。しかしその場合はしばしば、方向幕灯が三番目の灯火として用いられることがある。

### イギリスの鉄道車両の前照灯
イギリス鉄道規格 (Railway Group Standards) では、「列車の可視性のための要件 (Visibility Requirements for Trains)」として光度・設置位置など前照灯の要件を定めている。

## 航空機

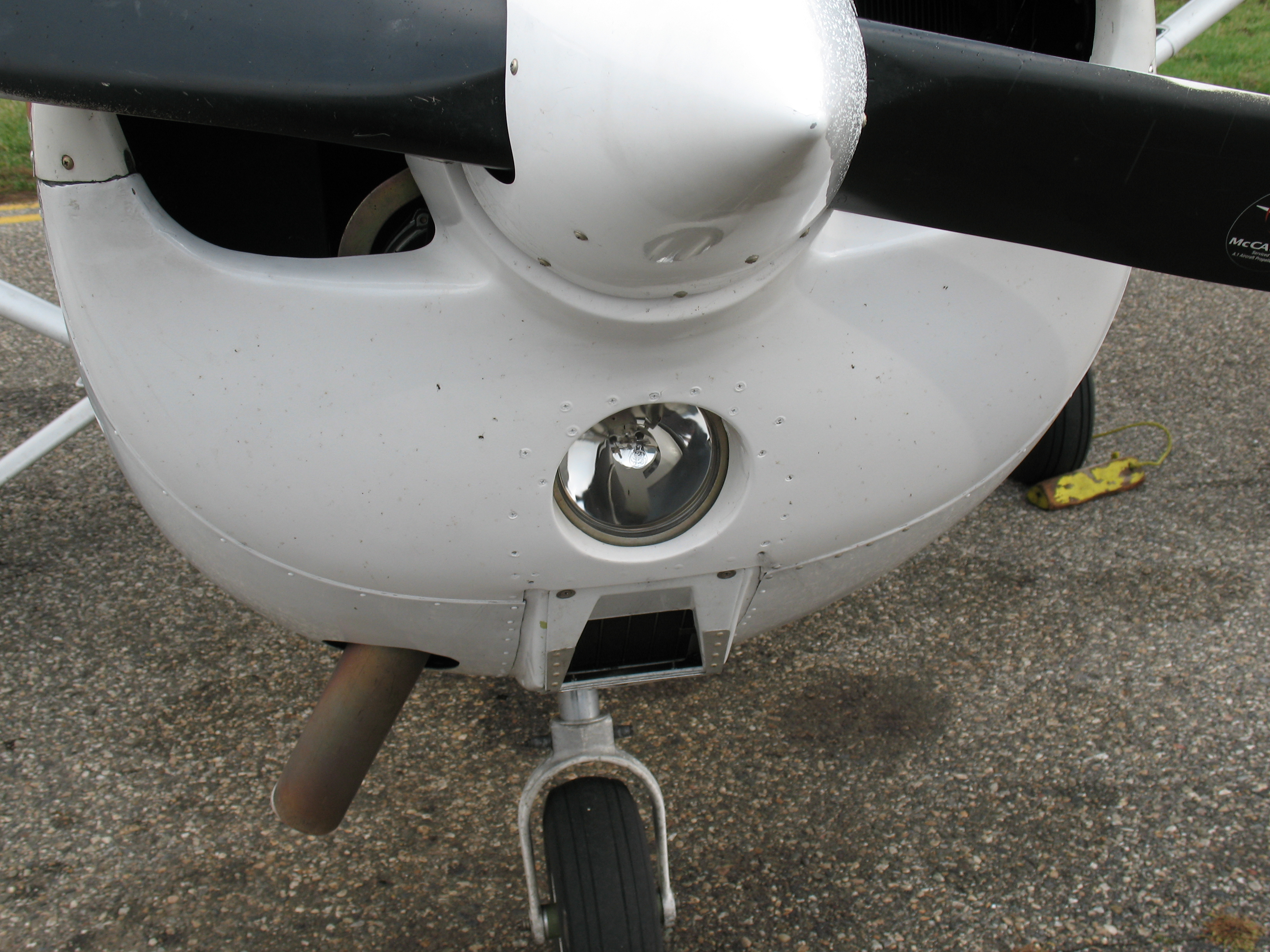
着陸灯（セスナ 172）

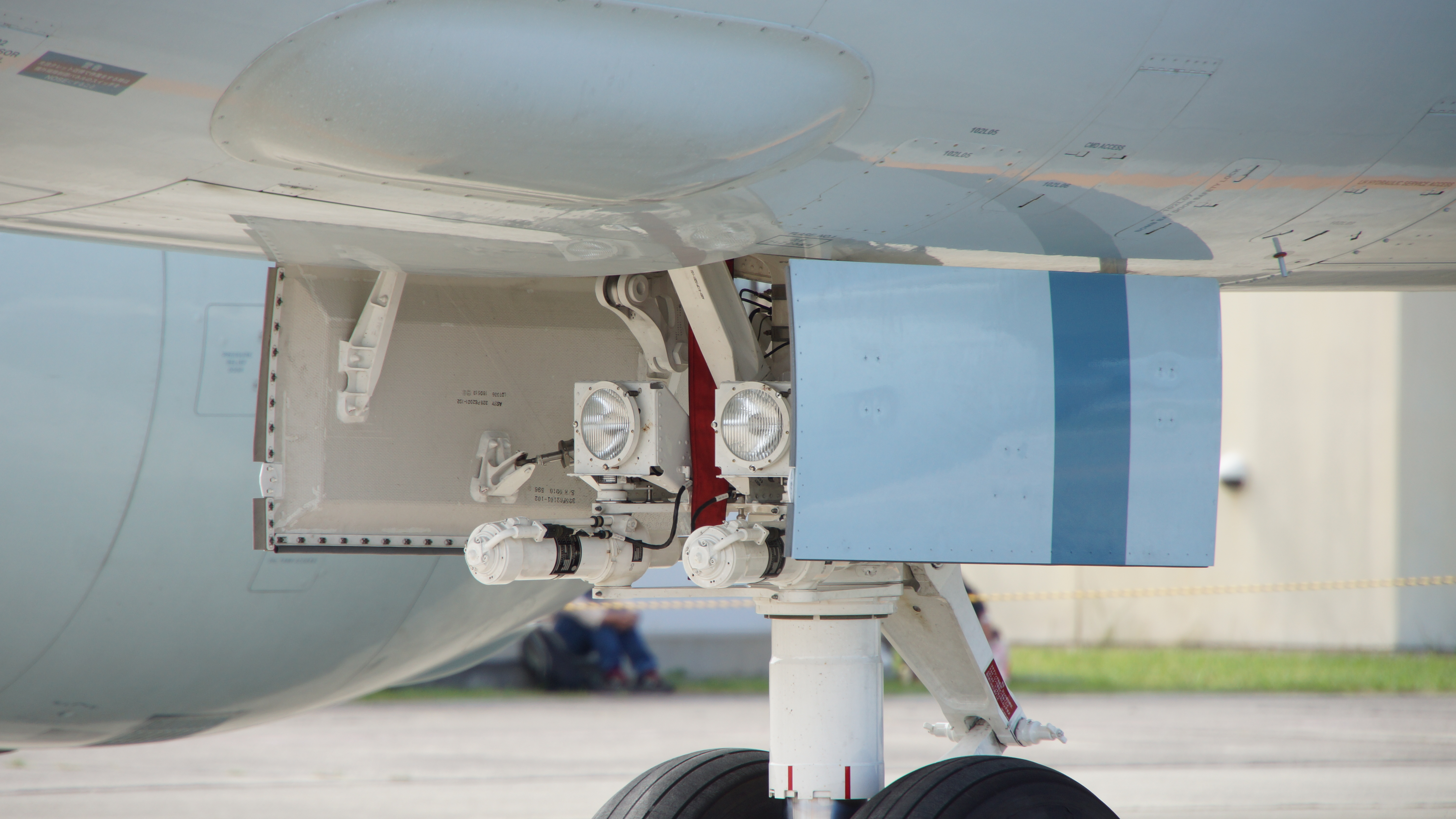
タクシー灯（P-1）

航空機に「前照灯」と呼ぶものはないが、前方を照射する灯火類としては以下の2種類があげられる。

### 着陸灯
大型機では両翼の前縁部に埋め込み式あるいはリトラクタブル式で取り付けられている場合が多い。 "Landing Light" からこの名称があるが、着陸時だけでなく低空飛行時（1万フィート以下）や夜間離陸時等でも日常的に点灯する。通常灯火類のなかで最も明るく、前方からの視認性に優れるので、無線故障時や無線を持っていない相手に対して、点灯 / 点滅等を行って簡単な合図に使用されることもある。

### タクシー灯
地上走行（タクシング）に際して前方を照らすために用いられる。前脚部分に取り付けられていることが多く、脚を格納しての使用はできない。

## 自転車

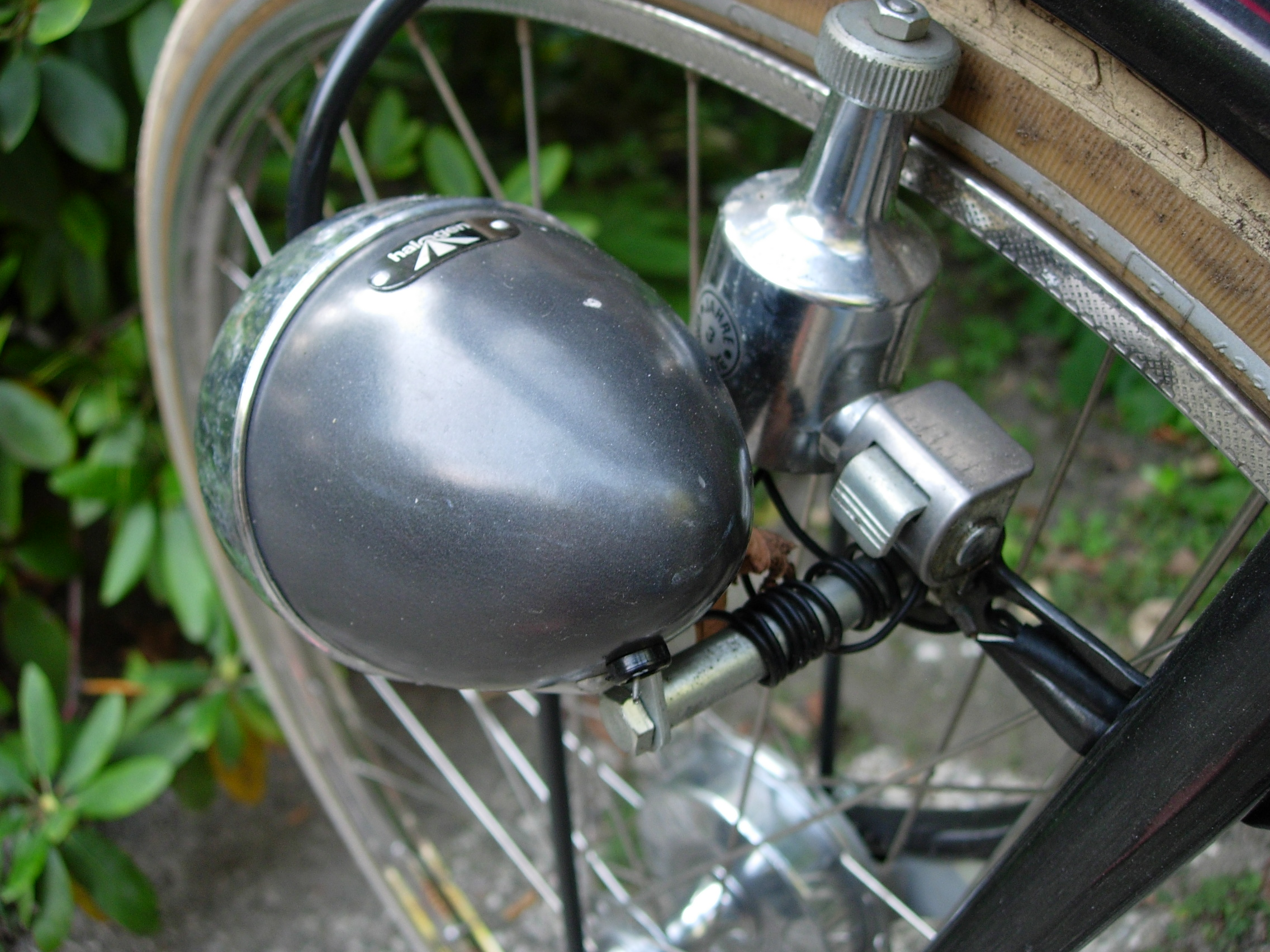
自転車の前照灯とリムダイナモ

電源として、リムやハブのダイナモや電池が使用される。
従来使われてきたリムダイナモの場合、点灯時は消灯時に比べ肉体的負担が増す。負担を軽減するため、前輪のハブに発電機（ハブダイナモ）を組み込み、夜間走行時に自動点灯することでつけ忘れを防ぐものもタウン車を中心に増えている。負荷がほとんどない非接触式発電ライトも販売されている。リムダイナモは1.2 - 3 W程、ハブダイナモは2.4 W - 3 W程の出力がある。
一方乾電池や二次電池（充電式電池）及び最近は太陽電池を使用するものもある。電池式のものは古くは夜間のスポーツ目的に装備されることが多かった。点灯時の肉体的負担は皆無だが、 白熱電球使用で電池の消耗が早く不便で、経済的負担にもなった。現在は電球に代わり低消費電力で寿命の長い白色LEDを使用したものが低価格でも発売されるようになり、一般にも普及しつつある。
近年、夜間の無灯火自転車による交通事故は重く見られる傾向があり、裁判により多額の賠償金を命ぜられるケースがある。前照灯は白色または淡黄色でなくてはならないため、赤などを用いるのは各都道府県道路交通規則（各都道府県公安委員会規則）違反である。
電池式LEDライトの中には点滅モードがあるものが多い。
点滅モードに関して警察庁は、
「現行制度上、自転車の灯火に関する事項については、灯火の点滅の有無にかかわらず自転車の運転者が前方を十分に視認することができるよう、道路交通法施行令第 18 条に基づき各都道府県公安委員会が定めているところである」
「なお、道路交通法上、「灯火」には点滅も含まれ得る」
との見解を示している。
また、東京都と警視庁に至っては、
点滅・点灯を問わず、白色又は淡黄色で10メートル先の障害物を確認することができる基準を満たしていれば違法ではありません。
点滅式ライトの使用自体は道路交通法等に違反するものではありません。
との見解を東京都のウェブページ上で発表しており、「灯火の点滅を理由に取り締まることはできない」旨を明言している。
（例：報道資料発表 2018年10月30日　 生活文化局）。